# John Shore

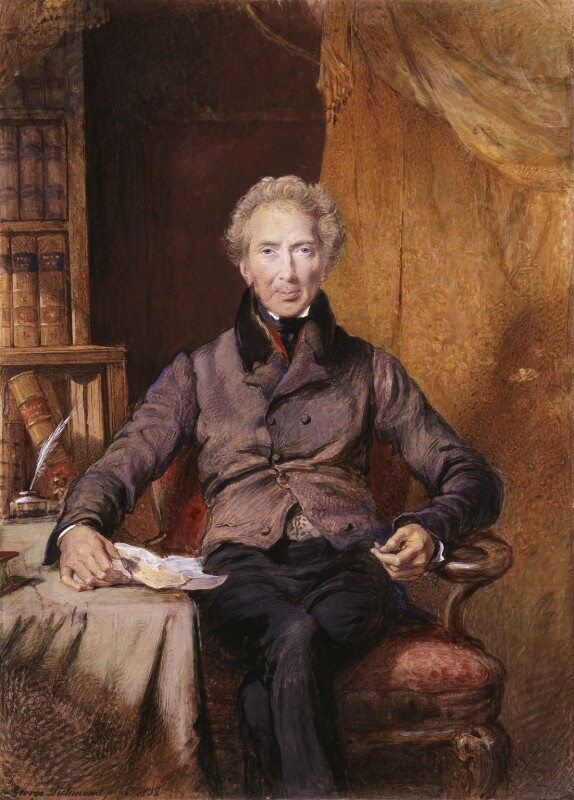
John Shore

John Shore, 1.er Barón Teignmouth (5 de octubre de 1751 - 14 de febrero de 1834) fue un político británico que sirvió como Gobernador General de la India en el periodo comprendido entre 1793 y 1797.
Fue nombrado Baron Teignmouth en 1798. Amigo del filólogo Sir William Jones (1746-1794), Shore editó la memorias de Jones en 1804, donde se incluían muchas de las cartas que se escribieron.
- Datos: Q1390829
- Multimedia: John Shore, 1st Baron Teignmouth / Q1390829